# 9610 Vischer
9610 Vischer eller 1992 RQ är en asteroid i huvudbältet som upptäcktes den 2 september 1992 av de båda tyska astronomen Freimut Börngen och Lutz D. Schmadel vid Tautenburg-observatoriet. Den är uppkallad efter Peter Vischer den äldre.
Asteroiden har en diameter på ungefär 11 kilometer.